# Tetracanthella elevata
Tetracanthella elevata är en urinsektsart som beskrevs av Cassagnau 1959. Tetracanthella elevata ingår i släktet Tetracanthella och familjen Isotomidae. Inga underarter finns listade i Catalogue of Life.